# Коминтерновский район (Воронеж)
Коминте́рновский райо́н — внутригородской район Воронежа, самый быстроразвивающийся район города.
Население — 273 243 чел. (2010), свыше четверти населения города.
В районе можно выделить четко выраженную жилую зону — Северный жилой район, жилой сектор частной застройки и промышленную зону.
Руководитель управы Коминтерновского района — Поздняков Виталий Александрович.

## История
Коминтерновский район был образован в 1938 году (утверждено 20 апреля 1939 года). у. Он был выделен из состава Кагановического (ныне Центрального) района Воронежа.
В Коминтерновском районе установлен памятник Первому десанту — 2 августа 1930 года впервые в мире был высажен воздушный десант в количестве 12 человек, в их числе 2 девушки. Десантирование было проведено близ хутора Клочково (недалеко от аэродрома) в ходе учений частей Московского военного округа силами ll-й авиационной бригады, в 1930-м году дислоцировавшейся в Воронеже, Воронеж поэтому считают родиной ВДВ.
Ведущая роль в организации первого парашютного десанта принадлежит военному лётчику — комбригу ВВС РККА Леониду Григорьевичу Минову и его помощнику — Якову Давидовичу Мошковскому. Это событие положило начало воинским формированиям ВДВ.
Монумент «Воронеж–Родина ВДВ» (авт. Владимир Петрихин, воронежское отделение ВТОО «СХР») торжественно открыт 4 сентября 2010 года в парке Победы рядом с Воронежской государственной академией искусств. В церемонии открытия участвовали «главный десантник России» главком ВДВ, генерал Владимир Шаманов и президент Ингушетии Юнус-Бек Евкуров.

## География
Географически район ограничен улицами Транспортной с востока, с южной и юго-восточной стороны — железнодорожной линией и улицей 9 января, с западной стороны — поймой реки Дон.
Во многом развитие района зависит от трассы М4 «Дон», вдоль которой располагается большинство новостроек. В основном это большие, светлые дома, в том числе «Военный городок» — микрорайон, построенный для выведенных из Германии военнослужащих, в настоящее время имеет в своем составе школу, бассейн, детский сад, почту, магазины. По территории Коминтерновского района полностью проходит Московский проспект — одна из главных магистралей города. Московский проспект разделяет Коминтерновский и Центральный районы.

## Население
| 1959   | 1970     | 1979     | 1989     | 2002     | 2009     | 2010     |
| ------ | -------- | -------- | -------- | -------- | -------- | -------- |
| 92 444 | ↗122 022 | ↗151 182 | ↗220 946 | ↗241 417 | ↗251 192 | ↗273 243 |

## Улицы
Пер. Автогенный, Бул. Победы, Московский проспект (Воронеж), Рабочий пр., пр. Труда, 303‑й Стрелковой Дивизии, 45‑й Стрелковой Дивизии, 60‑й Армии, 60 лет ВЛКСМ, Абызова, Антонова‑Овсеенко, Багрицкого, Беговая, Березовская, Беспаловой, Брянская, Варейкиса, Ватутина, Ведугская, Верещагина, Вокзальная, Вольная, Газовая, Гайдара, Героев Бреста, Донская, Дружинников, Елецкая, Еремеева, Жемчужная, Жукова Маршала, Загородная, Землянская, Задонская, Ипподромная, Карпинского, Керамическая, Киевская, Коломенская, Крайняя, Красных зорь, Курская, Леваневского, генерала Лизюкова, Малаховского, Мордасовой, Машиностроителей, Нагорная, Народная, Невского Владимира, Новгородская, Овражная, Остроухова, Павлова, Партизанская, Питомник, Победы, Подгоренская, Подклетенская, Правды, Просвещения, Радиозаводская, Рябцевой Лидии, Рязанская, Свердлова, Связистов, Семилукская, Славы, Солнечная, Социалистическая, Сочинская, Строителей, Тамбовская, Текстильщиков, Товарищевская, Торпедо, Транспортная, Тульская, Туркенича, Урицкого, Утренняя, Фруктовая, Хользунова,Чернышева, Чкалова, Шишкова, Шукшина, Электросигнальная.

## Торговля
На территории района располагается 13 торговых центров, в том числе 2 супермаркета и 1 гипермаркет. Ещё несколько находятся в стадии планирования или строительства. Помимо современных торговых центров в районе присутствуют минирынки, мелкие специализированные магазины и продуктовые дискаунтеры.

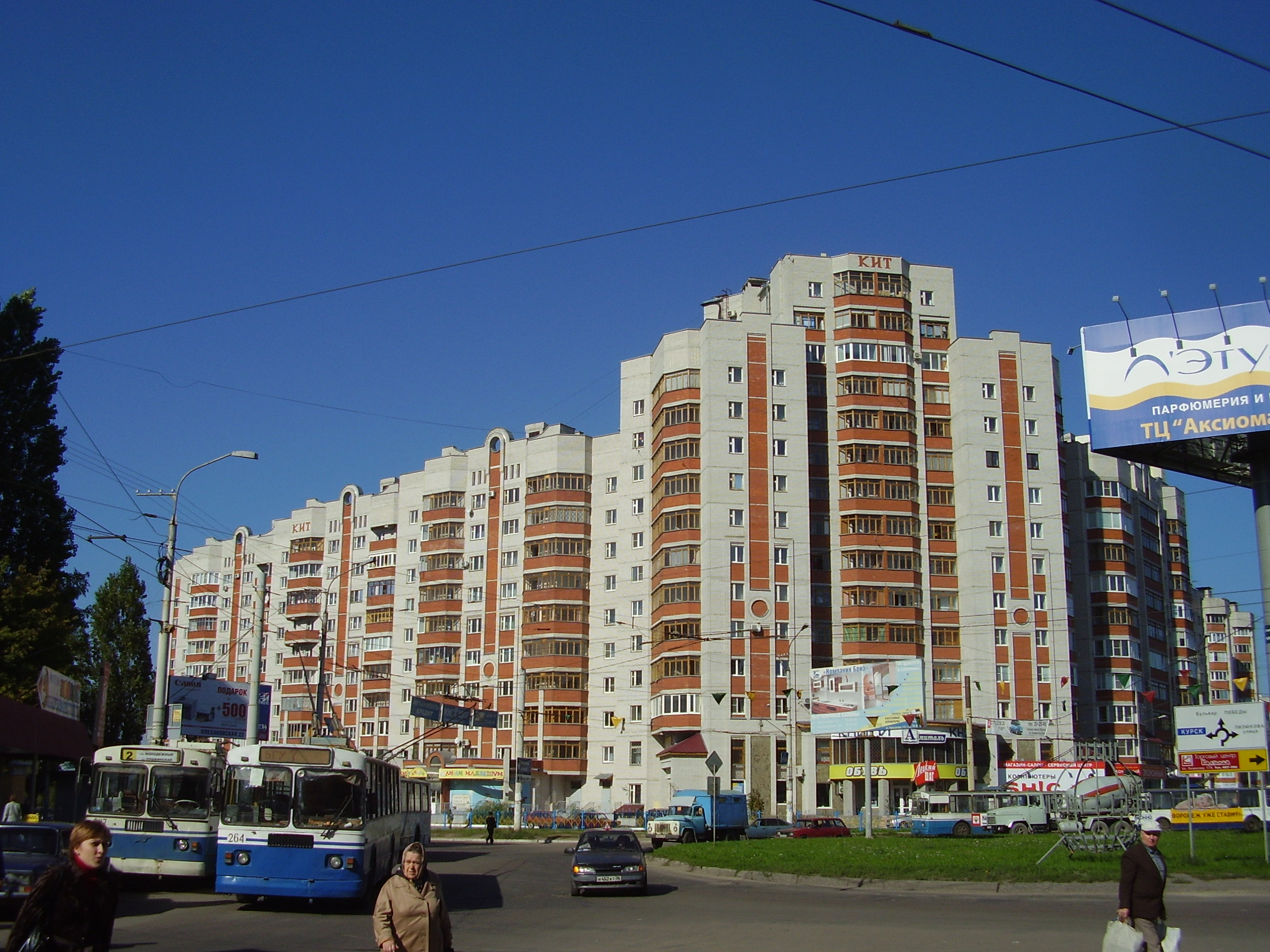
Кольцо у ТЦ «Молодёжный» (пересечение ул. генерала Лизюкова и ул. Вл. Невского)

## Промышленность
В советское время на территории Коминтерновского района располагалось большое количество промышленных предприятий. Наиболее крупные из них:
- Воронежский экскаваторный завод
- Завод «Электросигнал»
- Воронежский завод радиодеталей
- Фабрика технических тканей
- Завод тяжелых механических прессов (ТМП)
- Завод Автогенмаш
- Гормолкомбинат № 2
- Воронежский ремонтный трамвайно-троллейбусный завод
- Станкостроительный завод
- Мебельная фабрика
- Завод фруктовых вод
- Завод «Полюс»
- Хлебозавод № 7 и т. д.

## Транспорт
Транспорт в Коминтерновском районе представлен автобусами, маршрутными такси и троллейбусами, обеспечивающими связь с другими районами города. Однако, электротранспорт не в состоянии обеспечить полноценные перевозки из-за слабо развитой маршрутной сети.
До 2009 года население Коминтерновского района обслуживалось и трамваями. Этот вид транспорта был ликвидирован по решению городских властей.
Отсутствие магистрального транспорта, а также быстрый рост числа автомобилей в городе приводит к тому, что на Московском проспекте и других улицах района ежедневно образуются пробки.
На территории района располагается городской Центральный автовокзал (Воронеж), с которого отправляются пригородные, междугородные и международные автобусы.

## Памятники

Памятник Славы

На территории района находится Памятник Славы — мемориальный комплекс на братской могиле воинов Советской Армии, погибших в боях за Воронеж в 1942—1943 гг. Он расположен на пересечении Московского проспекта и ул. Хользунова. В братской могиле погребены останки около 10 тыс. человек. Мемориал был открыт 24 января 1967 года. Авторы мемориала — скульптор Ф. К. Сушков и архитектор А. Г. Бузов.

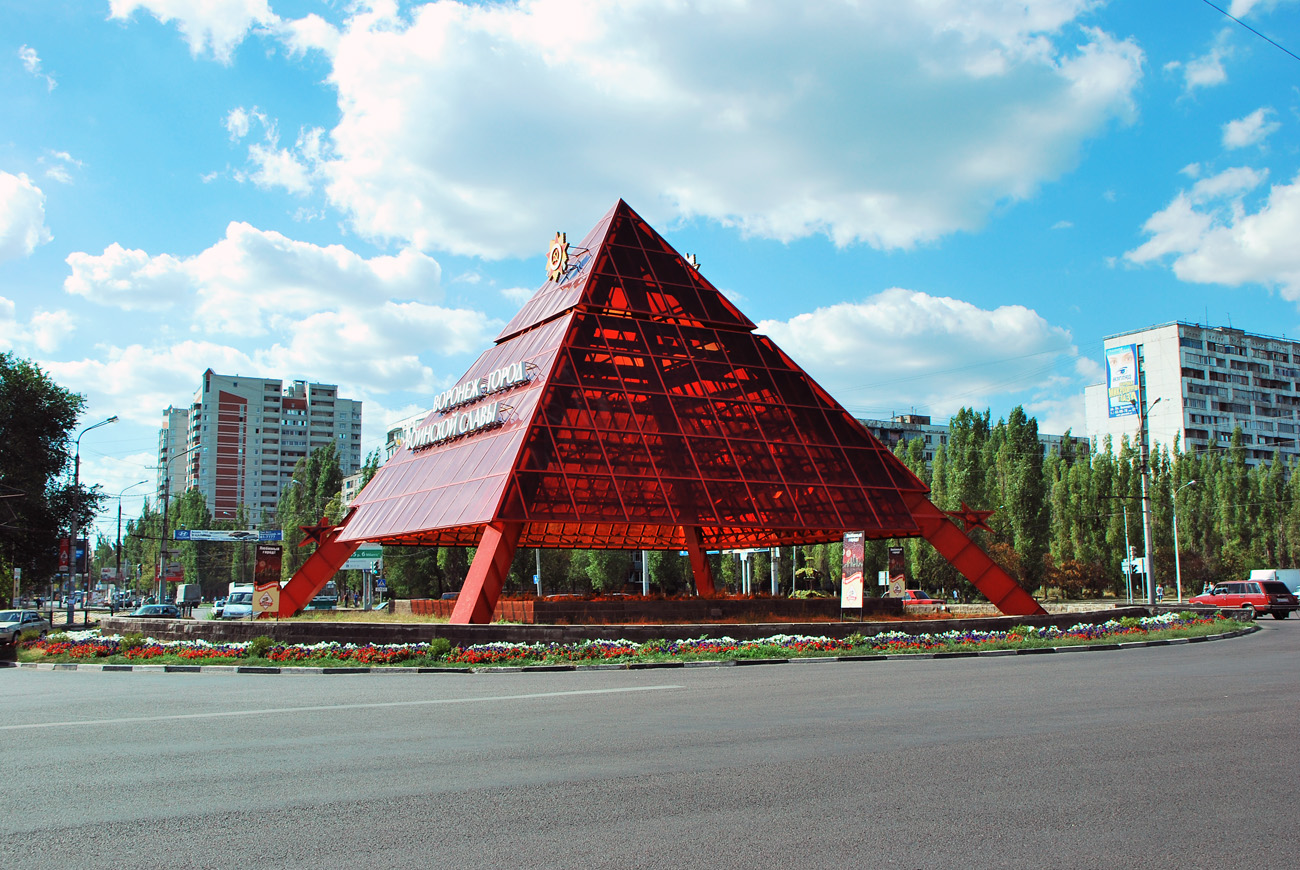
Красная пирамида в Воронеже

В 2000 году на пересечении Московского проспекта и улицы Хользунова было установлено инженерное сооружение в виде четырёхгранной пирамиды красного цвета. В 2009 году на северной и южной гранях пирамиды объёмными буквами было размещено предложение «Воронеж — город воинской славы», а в верхней части — изображение ордена Отечественной войны I степени.
В декабре 2003 года у кинотеатра «Мир» открылся памятник известному мультгерою — котёнку Василию с улицы Лизюкова.
На месте высадки первого десанта в СССР 1 августа 2007 года установлен памятный знак. На открытии памятника присутствовал председатель Совета Федерации Сергей Миронов.
В 2007 году был открыт музей, посвященный истории района.
В январе 2009 года на Соборном рынке установлена скульптурная композиция «Продавец и Покупатель».
1 августа 2010 года состоялось торжественное открытие памятника «Воронеж — Родина ВДВ».
Воронежские Частые курганы. Могильник раннего железного века (6—3 вв. до н. э.) (41 насыпь). Раскопки велись в 1910—1956 (с перерывами). Погребения в подкурганных ямах с деревянными конструкциями на столбовом каркасе. Инвентарь погребений: орудия труда, оружие, глиняные и серебряные сосуды, медные котлы, золотые украшения и др. Встречаются предметы скифов, племён ананьинской культуры, из греческих колоний Причерноморья и из Сибири. Находки свидетельствуют о значительной имущественной дифференциации. Могильник оставлен, по-видимому, будинами. Скифская чаша, найденная С. Е. Зверевым в «Частых курганах», является мировой археологической находкой. О ней сразу же заговорили во всех столицах Европы и Америки, в частности, на Международном археологическом съезде в Лондоне в 1913 году. Её фотография напечатана во многих солидных исторических и археологических справочниках. В обширном двухтомнике «Мифы народов мира» воронежская скифская чаша, найденная С. Е. Зверевым в «Частых курганах», украшает раздел «Скифская мифология». Ныне она хранится в Эрмитаже, удивляя и поражая посетителей.

### Мемориальные доски
В Коминтерновском районе открыли мемориальные доски
Мероприятие посвящалось 69-й годовщине освобождения Воронежа от немецко-фашистских захватчиков.
Первая доска была в торжественной обстановке установлена на доме №19 по улице Антонова — Овсеенко, где проживал герой Советского Союза, Почетный гражданин Воронежской области Федор Иванович Титов. Руководитель управы Коминтерновского района Геннадий Михайлович Кузнецов отметил в своем выступлении, что герои не умирают, а живут в памяти народа и всегда будут служить для потомков примером мужества и беззаветной преданности Родине.
На фронтах ВОВ Федор Титов воевал в составе авиационной эскадрильи 2-го гвардейского авиационного полка дальнего действия. Выполнял боевые вылеты по нанесению ударов по железнодорожным узлам и аэродромам врага в Пскове, Смоленске, Бресте, Брянске, Рославле. Летал в глубокий тыл врага на бомбардировку Варшавы, Данцинга, Кёнигсберга, Тильзита.
После войны Федор Иванович вел работу по патриотическому воспитанию молодежи, а также принимал активное участие в жизни Коминтерновского района и Воронежа в целом.
Вторая доска была открыта на улице Правды, 30/1 и посвящалась памяти полного кавалера ордена Славы — Максима Алексеевича Моисеенко. Он воевал на территории Белоруссии и Польши, неоднократно совершал вылазки в тыл врага, был командиром расчета 45-мм пушки 830 стрелкового полка. Лично вывел из строя несколько огневых точек противника, обеспечивая продвижение наших войск.
После войны Максим Алексеевич трудился в колхозе села Квашино Воробьевского района Воронежской области, где и родился. Заведовал сельским клубом и был лучшим баянистом.

## Коминтерновское кладбище
Сюда были перенесены со старых кладбищ надгробья XIX века — начала XX века. Многие надгробья были использованы для новых захоронений. Так с Чугуновского кладбища взяты «саркофаги» с могил городского головы С. Л. Кряжова и его жены Г. И. Кряжовой (использованы на могилах Н. и Г. Петровских, квартал 3) и других членов этой семьи (на могиле Е. О. Мотовиловой, квартал 4). Эти уникальные памятники выполнены в середине XIX века из чёрного полированного шведского гранита.